# Phares de Fort Sumter
Les phares de Fort Sumter (en anglais : Fort Sumter Range Lights) étaient des feux d'alignement situés sur le fort Sumter, dans le chenal principal du port de Charleston dans le Comté de Charleston en Caroline du Sud.

## Historique
Le feu avant d'origine a été construit à Fort Sumter et le feu arrière d'origine se trouvait dans le clocher de l'église St. Philip's à Charleston. Les deux feux d'alignement ont été allumés de 1893 à 1915 pour créer une gamme d'approche du port.  
Fort Sumter, qui a été le site de la première bataille de la guerre de Sécession est maintenant un monument national. L'église St. Philip's, construite en 1836, est aussi un monument historique national.

### Phare avant

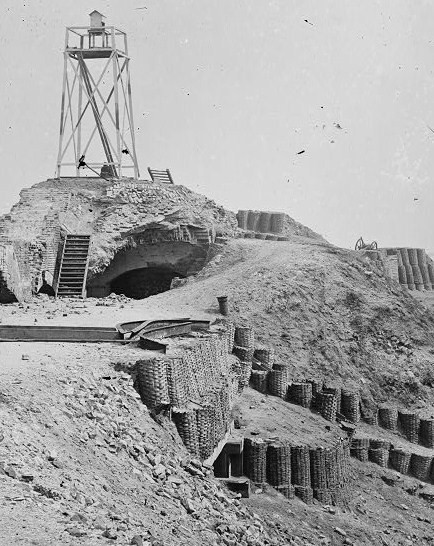
Feu de 1893.

Le phare avant de Fort Sumter fut achevé en 1857. Le phare avant avait une lentille de Fresnel de cinquième ordre émettant une lumière blanche. La station a été détruite pendant la guerre de Sécession. Une lumière temporaire fut remise en place après la fin de la guerre et Fort Sumter a été réoccupé par les troupes fédérales. Plus tard, le phare a été reconstruit et fut l'activité principale de Fort Sumter de 1876 à 1898.
En 1893, la lumière avant a été détruite par un ouragan. La tour a été remplacée par une tour métallique à claire-voie de couleur vert clair. Le signal de brouillard était une cloche frappée mécaniquement avec un double coup toutes les 15 secondes. Après l’extinction du feu arrière en 1915, un radiophare a été ajouté. La balise a été transférée à la station de sauvetage de Sullivan's Island en 1950. La lumière a été désactivée au début des années 1950.

### Feu arrière

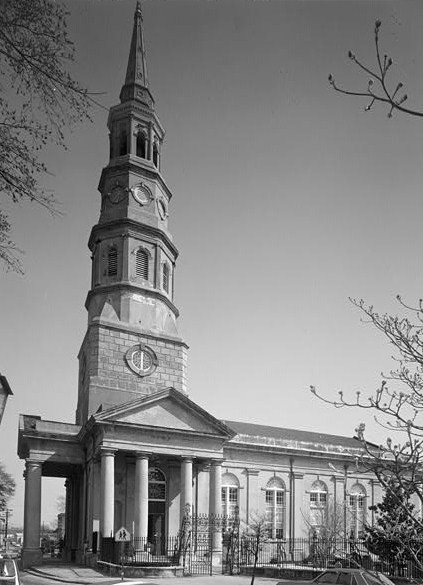
Église St. Philip's.

Le feu arrière était une lanterne blanche dans le clocher de l'église Saint-Philippe de Charleston, allumée en 1893. La hauteur de la lanterne était à 43 mètres de hauteur focale. Le rapport annuel du Light-House Board indiquait que l'appareil électrique d'allumage du brûleur à gaz du phare avait été réparé en 1901. Cette lumière a été retirée en 1915.
Identifiant : ARLHS : USA-1163.

## Maintenant
Aujourd'hui, les feux d'alignement de Fort Sumter dans le principal chenal d’approche du port de Charleston sont posés sur des tourelles métalliques à claire-voie avec une marque de jour.
Identifiant : USCG : 3-2390 ; Amirauté : J2648.1. 

### Lien connexe
- Liste des phares en Caroline du Sud